# Ford Interceptor

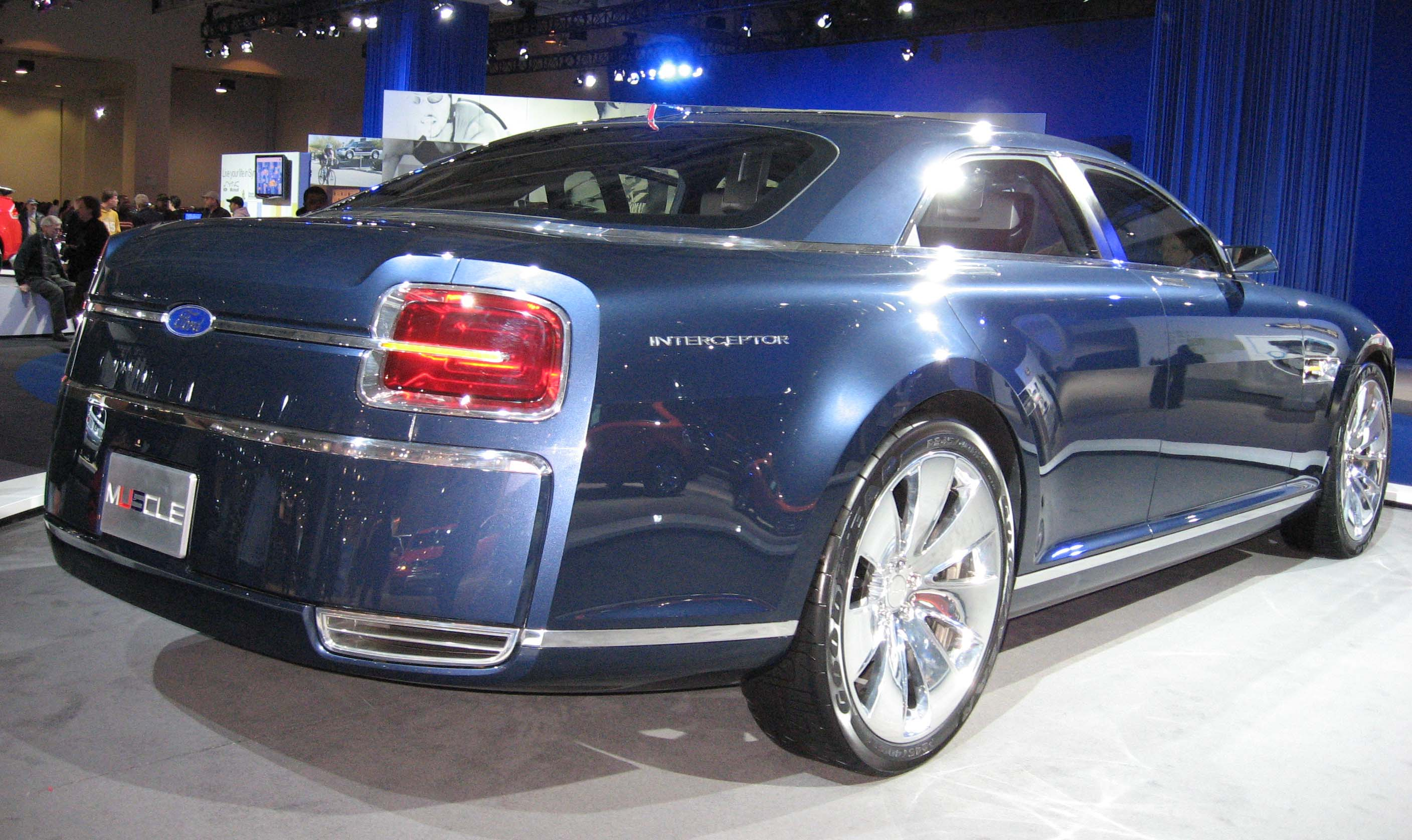
Ford Interceptor auf der Washington Auto Show (2007)

Der Ford Interceptor ist ein Konzeptfahrzeug, das 2007 auf der North American International Auto Show in Detroit, Michigan, vorgestellt wurde.

## Beschreibung
Der Interceptor ist eine Limousine im Retro-Stil, die eine moderne Interpretation des klassischen sportlichen amerikanischen Muscle-Cars aus den 1960er-Jahren wie zum Beispiel dem Ford Galaxie widerspiegeln. Der Ford Interceptor wurde offiziell in einer Pressemitteilung des Unternehmens vom 31. Dezember 2006 vorgestellt. Ford beschreibt das Design vom Interceptor als beeinflusst „… ähnlich wie eine Mann in Uniform. Er sieht schick und elegant aus, aber man sieht die geballte Kraft, die ihn ausmacht.“ Ford hat derzeit keine Produktionspläne für eine solch eine Limousine mit Hinterradantrieb in Originalgröße (mit Ausnahme des Falcon, der ausschließlich in Australien hergestellt und verkauft wurde), obwohl einige der Designmerkmale des Ford Interceptor in der sechsten Generation erschienen sind.

## Technische Daten
- Antrieb: 5,0-Liter-Cammer V-8/400 PS (300 kW)
- Getriebe: Schaltgetriebe mit sechs Gängen
- Fahrzeugbreite:
  - Gesamtlänge: 5121 mm (201,6 in)
  - Radstand: 3068 mm (120,8 Zoll)
  - Gesamtbreite: 1941 mm
  - Gesamthöhe am Bordstein: 1392 mm

- Spurweite vorne: 66,5 Zoll (1689 mm)
- Spurweite hinten: 1722 mm
- Beinfreiheit vorne: 1074 mm
- Beinfreiheit hinten: 904 mm